# Favorit (fiets)

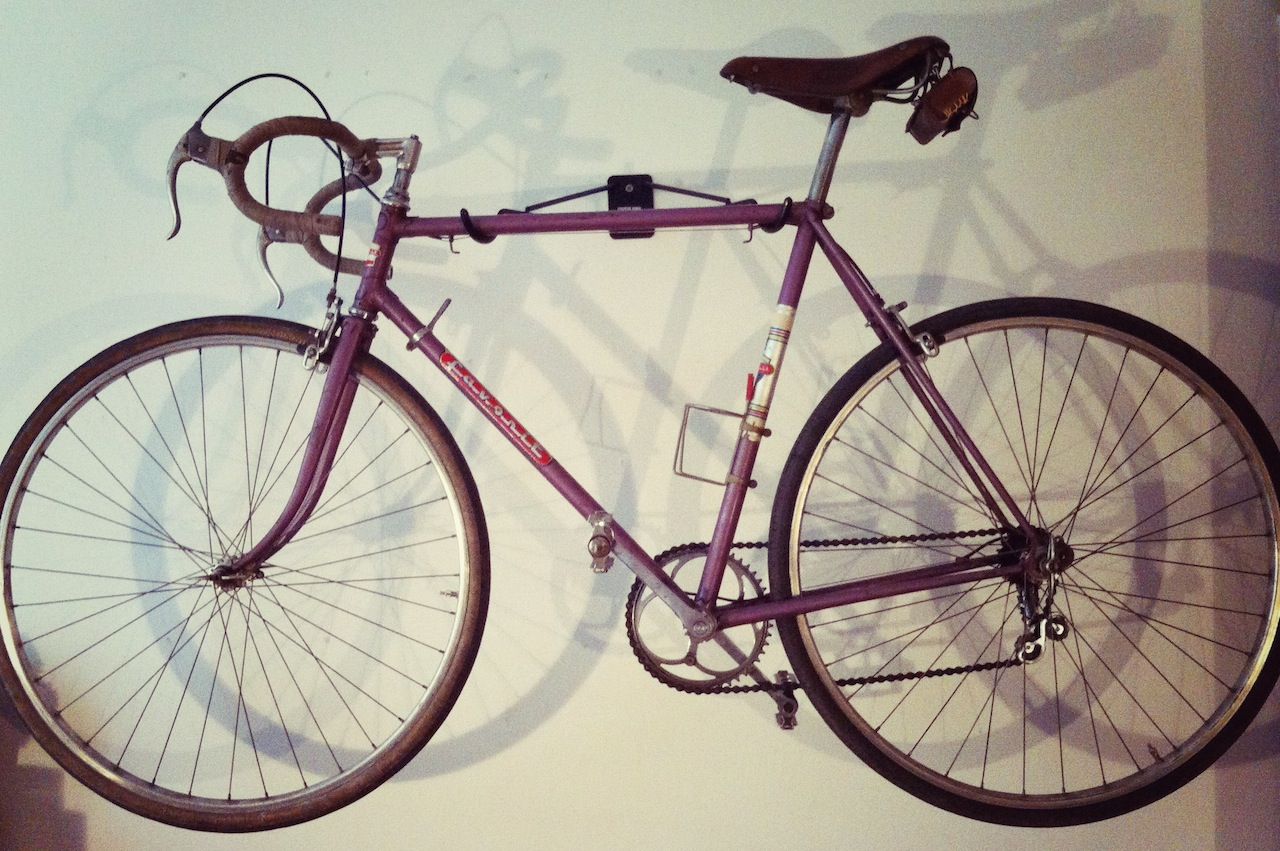
Favorit-racefiets

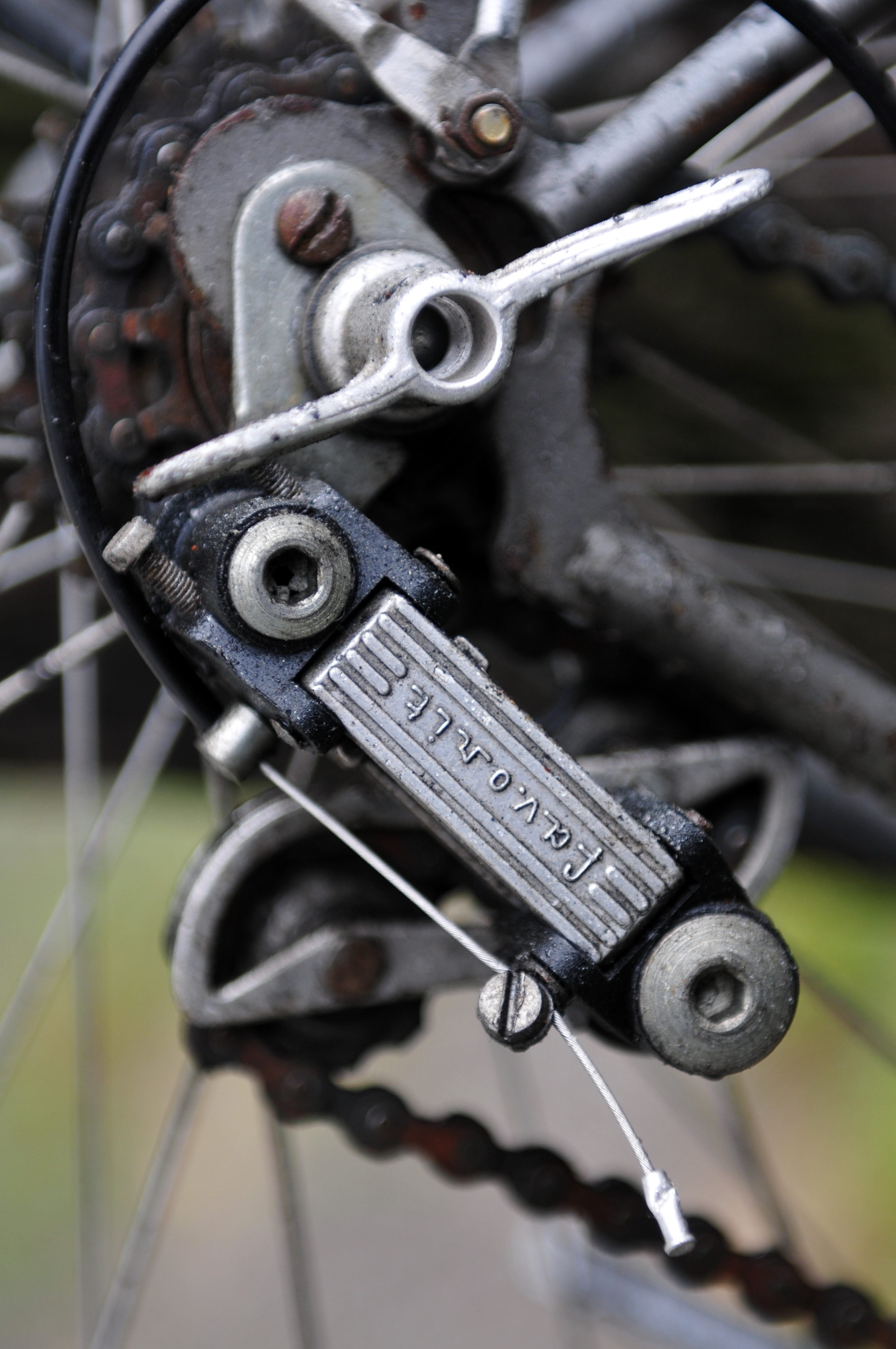
Derailleur van Favorit

Favorit is een Tsjechisch fietsmerk dat geproduceerd wordt door het gelijknamige bedrijf in Rokycany.

## Geschiedenis
De eerste poging om fietsen te produceren in Rokycany in het toenmalige Tsjecho-Slowakije was rond 1921 dankzij een plaatselijke inwoner en zakenman František Hering (1887-1961), die het echter verkocht aan Stadion, a.s. Rakovník.
In 1922 richtte František Hering in Rokycany een fietsenfabriek op samen met Heinrich Kastrup en Ambros Swetlik, de oprichters van Es-Ka (Swetlik-Kastrup), een fietsenfabrikant uit Cheb. De fabriek genaamd Tripol Hering produceerde fietsen van het merk Tripol tot 1934, toen het bedrijf in tweeën werd gesplitst en de Tripol-productie werd verplaatst naar een nieuw gebouwde fabriek. De oude fabriek bleef eigendom van Hering die zijn eigen merk Tudor oprichtte. 
In 1948 werden beide fabrieken genationaliseerd en maakten vanaf dat moment deel uit van het staatsbedrijf ČZ Strakonice. Tijdens een volgende reorganisatie in 1950 gingen beide fabrieken in Rokycany op in het onafhankelijke staatsbedrijf Eska Cheb. De nieuwe bedrijfs- en merknaam van de twee fabrikanten werd Favorit. In 1953 werd Favorit Rokycany afgesplitst van Eska Cheb maar in 1958 opnieuw opgenomen in dat staatsbedrijf.
Wielersport werd na het einde van de Tweede Wereldoorlog steeds populairder in Tsjecho-Slowakije. Het enthousiasme ontwikkelde zich zo snel dat het logisch was om eigen productiefaciliteiten voor racefietsen op te richten. De keuze viel op het bedrijf in Rokycany, dat vanwege de omvang en expertiseniveau de beste voorwaarden bood. In 1950 werd een speciale werkplaats opgericht waar door een nieuw samengesteld ontwikkelteam de eerste 15 exemplaren van de zogenaamde F1S-serie werd gebouwd voor de Tsjecho-Slowaakse wedstrijdrijders. Toen zij medailles van de Olympische Spelen, Wereldkampioenschappen wielrennen en andere internationale wedstrijden mee naar huis gingen nemen, werd het merk Favorit meer en meer gerespecteerd en erkend in professionele kringen.

### Stijgende productie
De vraag naar Favorit-fietsen was groot en dus werd de productie uitgebreid. In 1951 werden 5.148 fietsen geproduceerd, vier jaar later waren dat er 13.521 en in het seizoen 1961 al 31.175 stuks. In 1978 werd de miljoenste Favorit-fiets in Rokycany geproduceerd. De productie groeide door en verviervoudigde tussen 1968 en 1981. Eind 1981 werden jaarlijks tot 65.328 fietsen geproduceerd.
Favorit was gespecialiseerd in sportieve fietsen maar werkte nauw samen met zusterbedrijf Eska en gebruikte veel identieke componenten. Tijdens het socialistische tijdperk werd het productieprogramma deels gestandaardiseerd en produceerde Favorit ook toerfietsen voor heren en dames en werd het assortiment uitgebreid met vouwfietsen.
De populariteit van Favorit groeide ook buiten Tsjecho-Slowakije, export werd steeds belangrijker. In 1981 werden Favorit-fietsen geëxporteerd naar 38 landen. Niet zoals in die tijd gebruikelijk alleen naar Oostbloklanden, maar Favorit werd voornamelijk geleverd aan de Verenigde Staten, Canada en West-Duitsland.

### Na de fluwelen revolutie
Na de fluwelen revolutie werd de fabriek geprivatiseerd en geregistreerd als Favorit Rokycany a.s.. Het bedrijf miste echter de mountainbike-golf. De productiefaciliteiten en handelsmerken van Favorit wisselden verschillende keren van eigenaar.
In 2011 werden de rechten op de handelsmerken van de oorspronkelijke Favorit-groep gekocht door de ondernemer Richard Galovič. In samenwerking met experts en Favorit-medewerkers werden tussen 2012 en 2014 nieuwe Favorit-modellen ontwikkeld in Tsjechië, die aansloten bij de oorspronkelijke traditie van handgemaakte topfietsen. Deze worden nog steeds gemaakt in Rokycany, waar het begon in 1922.